# Битва під Маджентою
Битва під Маджентою (італ. Battaglia di Magenta,  нім. Schlacht bei Magenta,  фр. Bataille de Magenta) — зустрічна битва Австро-італо-французької війни 1859 року, яка відбулась 4 червня 1859 року між коаліцією Франції та П'ємонту і Сардинського королівства проти армії Австрійської імперії поблизу Мадженти в Ломбардії.
Військами Франції командували Наполеон III та Патріс де Мак-Магон, австрійською армією — Ференц Дюлаї. 
Битва закінчилась перемогою франко-італійської коаліції.

## Битва

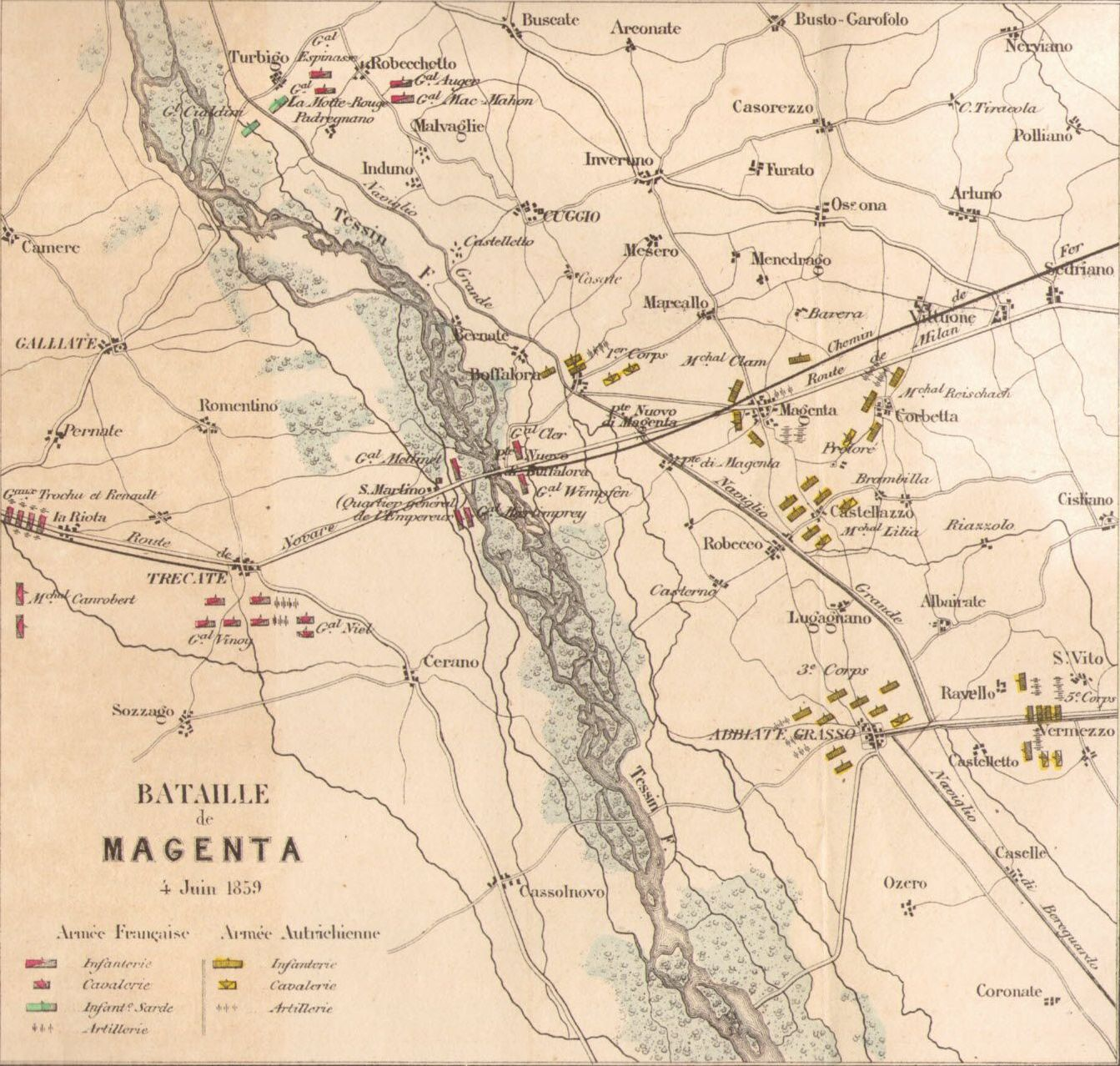
Карта битви під Маджентою

Чисельність французьких військ становила 54 000 чоловік, австрійських — 58 000 чоловік. Французьке командування мало намір завдати головного удару силами корпусу Мак-Магона та гвардійської дивізії Мелліне на лівому фланзі, та розташувало свої війська відповідно до цього задуму. Австрійці вишикувались в лінію.
Потужний удар французьких військ призвів до того, що австрійське командування, втративши вбитими та пораненими близько 10 000 чоловік, увечері почало відступ до річки Мінчо. 
Проте Наполеон III не організував переслідування та втратив можливість повного розгрому ворога.

## Наслідки
Битва виявила недоліки обидвох армій, які полягали в поганій організації розвідки, недооцінці рішучих дій та схильності до застарілої тактики бою зімкнутими колонами, а також слабкому використанні нарізної зброї.

## Цікаві факти
Колір маджента, отриманий у 1859 році, отримав свою назву на честь битви. Також на честь битви був названий бульвар Маджента в Парижі.